# れいめい橋

れいめい橋（れいめいばし）は、長野県上水内郡信濃町大字野尻  - 新潟県妙高市大字関川の関川に架かる上信越自動車道（関越自動車道上越線）のラーメン橋。

## 概要

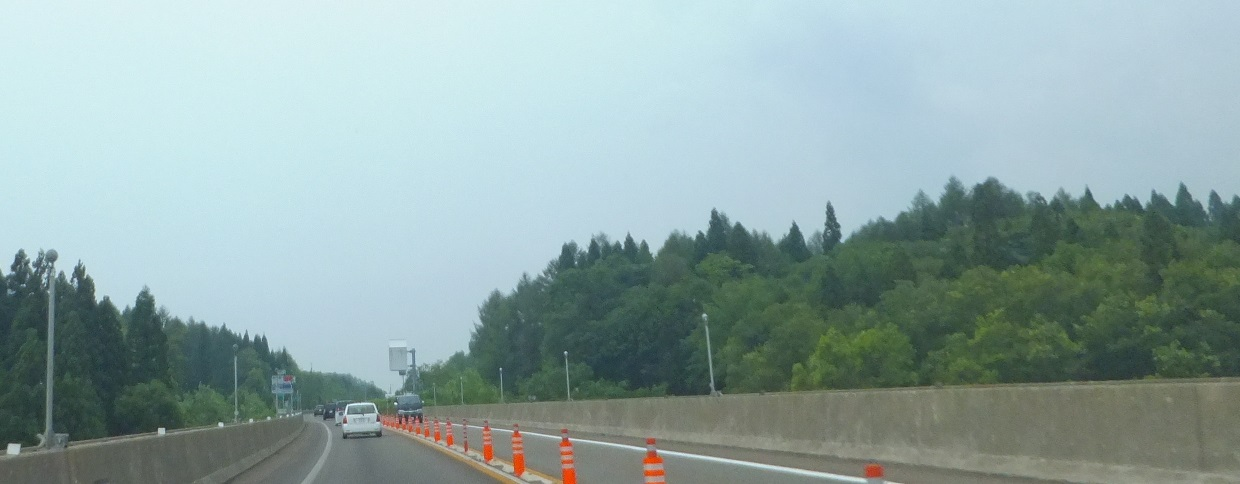
1期線、長野方面を望む（2014年撮影）

信濃町IC - 妙高高原IC間の長野県上水内郡信濃町大字野尻  - 新潟県妙高市大字関川にあり、橋長は1期橋の1期橋514 m (メートル) 、2期橋500.5 mである。
れいめい橋は1期線施工時に1・2期線一体型の基礎を採用したが、1990年道路橋示方書と設計要領第2集に準拠したため、2期線をそのまま架橋した場合、2012年道路橋示方書を満たさない。そのため、A1 - P5径間については既設下部工を補強した上で1期線と同じ支間割で架橋し、P5 - A2径間については、P6・P7橋脚がケーソン基礎であり補強が困難とされたことから、支間割を変更して橋脚を新設することとした。P5 - A2径間については、PC3径間連続波形鋼板ウェブ橋とPC4径間連続ラーメン箱桁橋の2案があったが、上部工の維持費および架設費用の点から後者が採用された
。
関川河岸には、火山由来の最大2 mの岩塊があり、1期線の交通を確保したうえで人力による砕波を強いられた。上部架設時には、東北電力の高圧線が張り出し架設部の上空で交差するため、5 m以上離隔する安全対策を要した。
1期線（上り線）
- 形式 - PC5径間および3径間連続ラーメン箱桁橋
- 橋長 - 514.000 m
  - 支間割 - ( 5×42.500 m ) + ( 78.200 m+142.000 m+78.200 m )
- 幅員 - 10.490 m
  - 車線数 - 2車線
- 道路規格 - 第1種第3級
- 竣工 - 1997年（平成9年）
- 基礎 - 直接基礎（P1 - P4）・杭基礎（P5）・ケーソン基礎（P6・P7）

2期線（下り線）
- 形式 - PC5径間および4径間連続ラーメン箱桁橋
- 橋長 - 500.500 m
  - 支間割 - ( 40.853 m+42.509 m+42.517 m+42.527 m+42.144 m ) + ( 61.950 m+106.000 m+71.000 m+46.100 m )
- 幅員 - 9.410 m
  - 車線数 - 2車線
- 道路規格 - 第1種第3級
- 横断勾配 - 2.667 - 4.500 %
- 縦断勾配 - 1.750 - 1.200 %
- 設計 - 八千代エンジニヤリング[3]
- 施工 - ピーエス三菱[3]
- 基礎 - 直接基礎（P1 - P4）・杭基礎（P5 - P8）
- 架設工法 - 支保工架設（A1 - P5）・張出し架設（P5 - A2）

## 歴史
上信越自動車道の信越国境をまたぐ橋梁として、上り側を1期線として、1995年（平成7年）に架橋され、1997年（平成9年）10月16日に暫定2車線で供用した。その後、交通渋滞の緩和および冬季の円滑交通確保を目的に4車線化事業化された。2019年（令和元年）12月5日に本橋を含む信濃町IC - 上越JCT間が4車線化され、2期線が供用されるとともに、上信越自動車道が全線4車線化された。
2020年（令和2年）に1月末から2月末までの期間限定で上信越自動車道全通20周年・4車線化を記念して、本橋を含む6橋の上信越道はしカードがNEXCO東日本により配布された。